# Karl Borromäus Murr
Karl Borromäus Murr (* 1966) ist ein deutscher Historiker, Philosoph und Museologe. Seit 2009 ist er Direktor des Staatlichen Textil- und Industriemuseums in Augsburg.

## Leben
Murr absolvierte von 1989 und 1992 ein Baccalaureus-Studium der Philosophie an der Hochschule für Philosophie München sowie von 1991 bis 1997 ein Studium der Neueren Geschichte, Bayerischen Geschichte, Mittelalterlichen Geschichte und Philosophie an der Ludwig-Maximilians-Universität München. 1992/93 war er Visiting Student an der St Edmund Hall der University of Oxford, 1999 absolvierte er einen Aufenthalt als Visiting Fellow am Minda de Gunzburg Center for European Studies der Harvard University.
Von 1997 bis 2002 war er als wissenschaftlicher Mitarbeiter an der Professur für Landesgeschichte mit besonderer Berücksichtigung Bayerns an der Katholischen Universität Eichstätt-Ingolstadt tätig, ehe er bis 2005 in selber Funktion am Lehrstuhl für Bayerische Geschichte und Vergleichende Landesgeschichte mit besonderer Berücksichtigung der Neuzeit an der Ludwig-Maximilians-Universität München agierte. 2005 promovierte er mit einer Dissertation zu der Arbeit „Das Mittelalter in der Moderne. Die öffentliche Erinnerung an Kaiser Ludwig den Bayern im Königreich Bayern“ und wurde anschließend wissenschaftlicher Mitarbeiter am Staatlichen Textil- und Industriemuseums Augsburg, dessen Direktor er 2009 wurde.
Seit 2012 ist er Mitglied im Pool of Experts der European Museum Academy, seit 2015 Board Member und seit 2019 deren Vorsitzender. Murr ist Lehrbeauftragter für Europäische Ethnologie/Volkskunde an der Universität Augsburg.

## Mitgliedschaften (Auswahl)
- European Museum Academy

- seit 2012: Mitglied im Pool of Experts
- seit 2013: Vorsitzender des Judging Committee
- seit 2015: Board Member
- seit 2019: Vorsitzender

- 2017–2020: Vorsitzender des Wissenschaftlichen Beirats der 4. Sächsischen Landesausstellung
- seit 2019: Mitglied im Hochschulrat der Hochschule Augsburg
- seit 2024: Mitglied im Honorary Committee der A.G. Leventis Gallery

## Schriften (Auswahl)
- Das Mittelalter in der Moderne: die öffentliche Erinnerung an Kaiser Ludwig den Bayern im Königreich Bayern. C.H. Beck-Verlag, München 2008, ISBN 978-3-89639-841-3.
- Augsburg – die Wiege der bayerischen Sozialdemokratie: 1864–1870. Wißner-Verlag, Augsburg 2011, ISBN 978-3-89639-841-3.
- Ludwig I.: Königtum der Widersprüche Verlag Friedrich Pustet, Regensburg 2012, ISBN 978-3-7917-2416-4.
- mit Tanja Kreutzer: Amish Quilts meet Modern Art. Deutscher Kunstverlag, Berlin 2020, ISBN 978-3-422-98279-6.
- mit Meike Bianchi-Königstein: Augsburg 2040 – Utopien einer vielfältigen Stadt. Ein Plädoyer für Partizipation im Museum., Augsburg 2020, ISBN 978-3-9821727-1-2.
- The Museum of the Future: Between Physical Place and Virtual Space. Göttingen 2024, ISBN 978-3-8471-1705-6.